# Camiel Eurlings
Camiel Martinus Petrus Stephanus (ur. 16 września 1973 w Valkenburgu) – holenderski polityk, eurodeputowany VI kadencji, minister transportu od 2007 do 2010.

## Życiorys
W 1998 ukończył inżynierię przemysłową i zarządzanie na Uniwersytecie Technicznym w Eindhoven. Zaangażował się w działalność Apelu Chrześcijańsko-Demokratycznego (CDA). Pełnił szereg funkcji w tym ugrupowaniu, a wcześniej w jego organizacji młodzieżowej. W latach 1994–1998 był członkiem rady miejskiej w Valkenburg aan de Geul. Od 1998 do 2004 zasiadał z ramienia CDA w Tweede Kamer, izbie niższej holenderskiego parlamentu.
W wyborach w 2004 z ramienia CDA uzyskał mandat posła do Parlamentu Europejskiego. Pracował w Komisji Spraw Zagranicznych, był członkiem grupy chadeckiej. Od marca 2006 do marca 2007 pełnił funkcję wiceprzewodniczącego Europejskiej Partii Ludowej.
22 lutego 2007 Camel Eurlings objął stanowisko ministra transportu, robót publicznych i gospodarki wodnej w czwartym gabinecie premiera Jana Petera Balkenende, odchodząc z Europarlamentu. Urząd ten sprawował do 14 października 2010.
Był następnie członkiem rady dyrektorów (2011–2013) i prezesem (2013–2014) linii lotniczych KLM. W 2013 powołany na członka Międzynarodowego Komitetu Olimpijskiego, pełnił tę funkcję do 2018.